# Opius quercicola
Opius quercicola är en stekelart som beskrevs av Fischer 1966. Opius quercicola ingår i släktet Opius och familjen bracksteklar. Inga underarter finns listade i Catalogue of Life.